# Players Championship de 2005
O Players Championship de 2005 foi a trigésima segunda edição do Players Championship, realizada entre os dias 24 e 28 de maio no PC Sawgrass de Ponte Vedra Beach, na Flórida, Estados Unidos. Aos 48 anos, o norte-americano Fred Funk se tornou o campeão mais velho do torneio com a vitória por uma tacada.

## Local do evento
Esta foi a vigésima quarta edição realizada no campo do Estádio TPC Sawgrass, em Ponte Vedra Beach, Flórida.